# مجزرة ندوجا
مجزرة ندوجا (بالإندونيسية: Pembantaian Nduga) هي عملية إطلاق نار من قبل ميليشيات على عمال البناء في 1 ديسمبر 2018 في ندوغا ريجنسي بابوا إندونيسيا. يعتبر إطلاق النار جزءًا من صراع بابوان. وألقت السلطات الإندونيسية باللوم على الانفصاليين المسلحين في بابوا ووصفت الهجوم بأنه مجزرة. اعترف جيش تحرير بابوا الغربية بالمسؤولية.

## الهجوم والمذبحة
كان عمال من شركة إستاكا كاريا وهي شركة بناء أندونيسية، يقومون ببناء جسر فوق نهر يجي في منطقة يجي، في ندوغا ريجنسي، وأخذوا إجازة عمل في الأول من ديسمبر، حيث كان يُعتبر اليوم غير آمن للعمل، بسبب أنشطة الانفصاليين البابويين الذين يحتفلون بإعلان استقلال بابوا لحركة بابوا الحرة في ذلك اليوم. زُعم أن أحد العمال التقط صوراً لأحد هذه الاحتفالات في الميدان القريب، مما أغضب الجماعة المسلحة وأثار الهجوم.
في المساء هاجمت جماعة بابوا الانفصالية المسلحة معسكر العمال واحتجزت 25 عاملاً كرهائن. في اليوم التالي 2 ديسمبر 2018 نقلت المجموعة المسلحة العمال إلى تل قريب وشرعت في إطلاق النار على العمال. تم تأكيد وفاة 19 عاملاً، وفقدان عاملان اعتبارًا من 5 ديسمبر 2018، وتمكن 4 عمال من الفرار من خلال التظاهر بالموت. تمكن الناجون من الفرار إلى موقع الجيش الإندونيسي القريب، حيث قتل جندي آخر بالرصاص.
زعمت السلطات الإندونيسية أن الجماعة المسلحة المسؤولة عن عمليات القتل بلغ حوالي 40 شخصًا وكان يقودها إيجيانوس كاجويا. خلال عملية الإخلاء زعمت القوات المسلحة الوطنية الإندونيسية أن الجنود المتمردين هاجموا طائرات الهليكوبتر الخاصة بهم للإجلاء. بالمقابل زعمت الجماعة المسلحة أن الجيش الإندونيسي استخدم القنابل والمتفجرات أثناء عملية الإخلاء، وهو ما نفاه الجيش، لكنهم أقروا باستخدام قاذفات القنابل اليدوية على بنادق المشاة الهجومية.

## الاستجابات

### جيش بابو الغربية
أعلن جيش تحرير بابوا الغربية الذراع العسكري لمنظمة تحرير غرب بابوا مسؤوليته عن الهجوم، بينما زعم أن الضحايا لم يكونوا عمال مدنيين، بل في الواقع «أعضاء مسلحون في الجيش الإندونيسي... متنكرين في زي المدنيين». قام جاكوب رومبياك المتحدث باسم حركة التحرير المتحدة لبابوا الغربية بتبرير عمليات القتل بأنها «دفاع عن النفس ضد الاحتلال الإندونيسي».

## الحكومة الإندونيسية
أمر رئيس إندونيسيا جوكو ويدودو القوات المسلحة والجيش الوطني بالقبض على الجناة ومواصلة بناء الطرق. صرح وزير الدفاع الإندونيسي رياميراز راياكودو بأنه لن تكون هناك مفاوضات، وأن الجماعة المسلحة في بابوا الغربية «يجب أن تستسلم أو تنتهي».